# Beatrix Tóth
Beatrix Tóth, född 10 mars 1967 i Szabadszállás, Ungern, är en ungersk före detta handbollsspelare.

## Karriär
Tóth började som ungdomsspelare i Dunaferr. Då hon var 18 år lämnade hon klubben för mer okända ungerska klubbar. Efter att ha spelat i dessa klubbar under sju år kom hon till Ferencvárosi TC och i den klubben vann hon sina nationella meriter. Hon blev fyrfaldig ungersk mästare 1994, 1995, 1996 och 1997 och dessutom femfaldig cupvinnare 1993, 1994, 1995, 1996 och 1997.
Tóth debuterade i landslaget 1993 och spelade fram till 1996 42 landskamer med 53 gjorda mål.Hon vann en silvermedalj vid Världsmästerskapet i handboll för damer 1995. Hon vann OS-brons i damernas turnering i samband med de olympiska handbollstävlingarna 1996 i Atlanta.